# 郊外のブッダ (アルバム)
『郊外のブッダ』（The Buddha Of Suburbia ）はイギリスのミュージシャン、デヴィッド・ボウイの18thアルバム。
唯一、デヴィッド・ボウイのアルバムの中で日本版が出ていない作品で、長らくの間廃盤になっていたため、入手困難な期間があったが、2007年にヴァージン・レコードから再発売された。現在でも日本国内では輸入盤のみの販売である。

## 解説
本アルバムの制作はそもそも、イギリスの文学賞「ウィットブレッド賞」を受賞した作家ハニフ・クレイシが1990年に書き下ろした小説「郊外のブッダ（The Buddha Of Suburbia ）」をイギリスBBCがドラマ化するにあたり、ボウイにサウンドトラックの依頼をしたのが始まりである。しかし、劇中で使われた曲はアルバムのタイトルトラックだけで、現在では実質的にボウイのオリジナルアルバムとしてカウントされている。そのため、本作が発売した当初はボウイもプロモートをするためのインタビューをすることもなかったため、ファンの間でもその存在を知る者は少なかった。
ブックレットの記載されたボウイ自身の解説によると「作曲に6日、器材の故障による5日間の休暇をはさみ、録音とミックスに15日かけて仕上げた」という短期間で制作され、「70年代前後に影響を受けたクラフトワーク、ピンク・フロイド、ブライアン・イーノ、オージェイズ、『ペット・サウンズ』、フィリップ・グラス、ロキシー・ミュージック、T・レックス、ノイといったミュージシャン等が残した“文化遺産の残りカス”で作られたアルバム」とのこと。また最終曲にはレニー・クラヴィッツが、ギターに参加している。
本作を聴いたブライアン・イーノは「かなり興奮した」と語っており、次作「アウトサイド」での共同作業の布石になったという。またボウイ本人、2003年頃の各メディアのインタビューで事あるごとにフェイヴァリットアルバムの一つに上げ、「あのアルバムをきっかけにして、僕はようやくライターとしての自信を取り戻したんだ」と語っている。
なお、本作の6曲目「ストレンジャーズ・ホエン・ウィ・ミート(Strangers When We Meet)」は、次作「アウトサイド」でリアレンジされ、同作の最後を飾る曲として収録されている。

## 収録曲
1. 郊外のブッダ - Buddha of Suburbia(4:28) 
  - 作詞・作曲：デヴィッド・ボウイ
2. セックス・アンド・ザ・チャーチ - Sex and the Church(6:25)
  - 作曲：デヴィッド・ボウイ
3. サウス・ホライズン - South Horizon(5:26) 
  - 作曲：デヴィッド・ボウイ
4. ザ・ミステリーズ - The Mysteries(7:12)
  - 作曲：デヴィッド・ボウイ
5. ブリィードゥ・ライク・ア・クレェィズ・デッド - Bleed Like a Craze, Dad(5:22)
  - 作詞・作曲：デヴィッド・ボウイ
6. ストレンジャーズ・ホエン・ウィ・ミート - Strangers When We Meet(4:58)
  - 作詞・作曲：デヴィッド・ボウイ
7. デッド・アゲインスト・イッツ - Dead Against It(5:48)
  - 作詞・作曲：デヴィッド・ボウイ
8. アンタイトル・ナンバーワン - Untitled No. 1(5:01)
  - 作詞・作曲：デヴィッド・ボウイ
9. イアン・フィッシュ・ユーケー・ヘア - Ian Fish, U.K. Heir(6:27)
  - 作曲：デヴィッド・ボウイ
10. 郊外のブッダ(フィーチャリング・レニー・クラヴィッツ) - Buddha of Suburbia(featuring Lenny Kravitz ）(4:19)
  - 作詞・作曲：デヴィッド・ボウイ

## 参加ミュージシャン
- デヴィッド・ボウイ：ヴォーカル、シンセサイザー、ギター、サックス
- アーダル・キジルケイ：キーボード、ギター、ベース、トランペット、パーカッション
- マイク・ガーソン：ピアノ
- デヴィッド・リチャーズ：キーボード
- レニー・クラヴィッツ：ギター（「郊外のブッダ(フィーチャリング・レニー・クラヴィッツ)」のみ）